# 水無月祓 (能)
『水無月祓』（みなづきばらい）は、能の演目である。作者は世阿弥とされることが多い。お互いに恋慕しながら別離した男女が、下鴨神社の夏越の祓で再会するというハッピーエンドの作品である。
作者については、世阿弥の著書『五音』に世阿弥作の扱いで書かれており、またこの曲に比定される｢ミソギ川｣の名が、同じく世阿弥の『五音曲条々』に見える。ただし『二百十番謡目録』には日吉安清の作とされている。
江戸時代には、数少ない例外を除いて上演が途絶えていたが、江戸末期に復曲され、2006年現在では観世流でのみ上演されている。
播州室津の遊女と京都下京に住む男との恋を主題に、下賀茂神社の故事をとりいれ、物狂いの見せ場もある夏の能である。

## 作品構成
古くは二段構成であったらしいが、現在は中入りなしの一段構成で上演される。下京の男が登場し、下鴨神社参拝の途上、神社で行われている夏越の祓いで、若い女が茅の輪くぐりをすすめていることを聞くところから能ははじまる。
【登場人物】
- シテ - 室津の女
- ワキ - 下京の男
- 狂言 - 所の者

下京の男が登場、「播磨の国で室津の遊女と知り合い、必ず妻にすると約束して京に帰ったが、時を経て女を迎えにやったところ、すでにその地にいないといわれた。賀茂の明神に参拝して再会を願おう。」と述べる。そこに所の者がやってきたので｢近頃珍しいことはないか｣と問えば、｢若い女が巫女のようななりをして、水無月祓いに茅の輪をくぐれとすすめている。」と答える。ほどなく下鴨神社に到着、そこへ例の若い女が登場する。狂女の出立ちで手に茅の輪をもち、木綿襷をかけている。
女は｢思う人を慕って都にのぼってきた｣と謡い、｢恋路をただす神ならばなどか逢瀬のなかるべき（糺の森にいます神様の前でならどうして思う人との再会がないななどということがあるだろうか）｣と物狂いの風体をしめす。所の者は、｢さっき言っていたのは、あの女のことですよ｣と告げる。下京の男は｢夏越の祓のいわれを聞きたい｣と女に言葉をかける。女はいわれを語り、地謡の｢水無月の夏越の祓いする人は千歳の命延ぶと聞け｣というコーラスにひきつがれる。
女は男のさしだした烏帽子をかぶり、｢加茂川の後瀬静かに後も逢わん（加茂川が合流する地点であるこの地で恋する人と出会おう）｣と舞いはじめる。舞は佳境にいたり、地謡の｢賀茂のやしろにすごすごと、歩みよるべの水のあや（中略）倒れふしてぞなきいたる｣で、女は倒れ伏す。
男はそれを見て「これは別れたわが妻の衰えた姿だ。」と気づく。それに答えて女は｢そのお声は愛する人でしょうか、夢のようで、ただ心が打ち騒ぐばかりです｣と言う。二人は｢室君の操を知るもこれ糺の御神の御恵みなりと、同じく再び伏し拝み、妹背打ち連れ帰りけり（室津の遊女の操を知ることができたのも、糺の森にいます神のおかげと、伏し拝んで、二人は連れ添ってかえった）｣という地謡で能は終わる。